# Comuna Krasne, Zhurivka
Krasne (în ucraineană Красне) este o comună în raionul Zhurivka, regiunea Kiev, Ucraina, formată din satele Krasne (reședința) și Oleksandrînivka.

## Demografie
Componența lingvistică a comunei Krasne
     Ucraineană (98,74%)
     Alte limbi (1,26%)
Conform recensământului din 2001, majoritatea populației comunei Krasne era vorbitoare de ucraineană (98,74%), existând în minoritate și vorbitori de alte limbi.